# Olejek goździkowy
Olejek goździkowy (łac. Oleum Caryophyllorum) – olejek eteryczny pozyskiwany z czapetki pachnącej (Syzygium aromaticum), gatunku drzewa z rodziny mirtowatych. Olejek powstaje w kulistych gruczołkach obecnych na wszystkich częściach rośliny. Najcenniejszą olejkodajną jej częścią są pączki kwiatowe. Głównym składnikiem olejku, otrzymywanego metodą destylacji z parą wodną, jest eugenol. Olejek goździkowy z pączków jest jednym z najważniejszych olejków eterycznych, stosowanych do aromatyzowania artykułów spożywczych oraz do produkcji perfum, kosmetyków, wyrobów medycznych i produktów leczniczych. Tanie gatunki olejku goździkowego, wykorzystywane do produkcji eugenolu, są otrzymywane z szypułek i liści, które to również są wykorzystywane jako przyprawa.

## Otrzymywanie i właściwości
Czapetka pachnąca, to drzewo osiągające wysokość do 30 m. Czepetki rosną dziko na Molukach (Indonezja). Są uprawiane na obszarach o klimacie równikowym, takich jak np. Półwysep Malajski, Zanzibar, Brazylia, Pemba, Kongo, Reunion i Madagaskar). Na wyspach Zanzibar i Pemba na powierzchni 16 000 ha rośnie ok. 4 milionów drzew. Kwitną różowożółto, tworząc potrójne baldachokształtne kwiatostany. Owocami są eliptyczne jagody, rosnące na szypułkach.
Pączki kwiatowe do produkcji najlepszych olejków są zrywane, gdy przybierają różowawe zabarwienie. Zerwane za wcześnie zawierają zbyt małą ilość olejku, a nie zerwane w porę – szybko rozwijają się w białe kwiaty. Ich płatki opadają, a pozostają bezużyteczne dla ludzi oliwkowo-zielonkawe owoce, spożywane przez małpy.
Z jednego drzewa uzyskuje się przeciętnie 2,7 kg pączków. Są one poddawane destylacji z parą wodną w całości lub po rozdrobnieniu. Para jest wytwarzana w destylatorach, albo w odrębnych wytwornicach (stosowanie pary nasyconej lub przegrzanej). Destylujący olejek zbiera się częściowo na powierzchni wodnej fazy kondensatu, a częściowo w warstwie dolnej. Obie części olejku są łączone. Na Zanzibarze uzyskuje się wydajność 16–19%.

Eugenol

Acetyloeugenol

Głównymi składnikami olejku są eugenol i acetyloeugenol. Ich łączna zawartość wynosi 78–95% (wyjątkowo do 98%). W przypadku olejku eterycznego, zgodnego z normami farmakopealnymi, zawartość eugenolu powinna wynosić 75–88%, octanu eugenylu 4–15% a beta-kariofilenu 5–14%. Zawartość acetyloeugenolu jest oceniana na 7–17%. Stwierdzono, że obok składników głównych występują:
- α- i β-kariofylen, tlenek kariofylenu, salicylan metylu, keton metylowo-n-amylowy, alkohol metylowy, furfural, benzoesan metylu, keton metylowo-n-heptylowy, metylo-n-amylokarbinol, alkohol furfurylowy, α-metylofurfural, metylo-n-heptylokarbinol, alkohol benzylowy, wanilinę,

oraz  prawdopodobnie:
- β-pinen, aldehyd walerianowy, alkohol metylofurfurylowy, dimetylofurfural[4].

Olejek goździkowy z szypułek zawiera, poza głównymi składnikami, ślady naftalenu, alkohol seskwiterpenowy C15H26O i inne bezpostaciowe substancje nierozpuszczalne w alkoholu. Zawartość eugenolu w olejku z liści jest w dużym stopniu zależna od miejsca uprawy drzew. Odróżnianie obu rodzajów olejków jest trudne, ponieważ szypułki i liście są często destylowane razem.
| Właściwości                                   | Olejek z pączków                                                     | Olejek z szypułek                                               | Olejek z liści                                                                                  |
| Przeciętna wydajność                          | 16–19% (Zanzibar)                                                    | 5,5%                                                            | - liście świeże 1,5–2,0% - liście suche 1,6–4,5%                                                |
| Główne składniki                              | eugenol i acetyloeugenol (łącznie 78–95%)                            | eugenol (83–95%), brak albo bardzo małe ilości acetyloeugenolu. | eugenol, zawartość: - Seszele – 78–87% - Mauritius – 92–93% - Madagaskar (2 olejki) – 86% i 90% |
| Zapach                                        | silnie korzenny                                                      | mniej przyjemny niż olejku z pączków                            | mniej przyjemny niż olejku z szypułek                                                           |
| Gęstość, d15/15                               | 1,043–1,068 (>1,06 w przypadku destylacji bez rozdrobnienia)         | 1,040–1,047                                                     | 1,036–1,054                                                                                     |
| Skręcalność właściwa, αD                      | −1°35'                                                               | do −1°30'                                                       | −0°40' do −1°40'                                                                                |
| Współczynnik załamania światła, n20/D         | 1,529–1,537                                                          | 1,531–1,538                                                     | 1,5312–1,5379                                                                                   |
| Rozpuszczalność (obj. alkoholu/1 obj. olejku) | Olejki świeżo destylowane: - alkohol 70°: 1–2 - alkohol 60°: 2,5–3,0 | - alkohol 70°: 1–2                                              | - alkohol 70°: 1 i więcej (roztwór mętniejący)                                                  |

## Zafałszowania
Zafałszowania olejku z pączków olejkami z liści lub szypułek są trudne do wykrycia. Fachowcy kierują się węchem – zapach olejków zafałszowanych jest bardziej ostry. Dodatek terpenów (frakcja z destylacyjnego wyodrębniania eugenolu) powoduje zwiększenie się skręcalności optycznej. Równocześnie zmniejsza się zawartość eugenolu, współczynnik załamania światła i gęstość. Za najlepszy sprawdzian jakości olejku uznaje się zawartość fenoli, a przede wszystkim eugenolu.
Olejek goździkowy fałszuje się również przy pomocy innych olejków, bogatych w eugenol, np. z liści cynamonowców i owoców korzennika.

## Zastosowanie
Olejek goździkowy należy do najważniejszych olejków, stosowanych do aromatyzowania artykułów spożywczych (np. wyroby cukiernicze, wódki i likiery, wyroby mięsne i sosy, pikle, kompoty). Jest składnikiem kompozycji zapachowych stosowanych w perfumiarstwie oraz produkcji kosmetyków i preparatów farmaceutycznych o działaniu antyseptycznym (np. wody do pielęgnacji jamy ustnej, pasty do zębów). Olejek był również dawniej stosowany jako substancja polepszająca smak i zapach leków (tzw. corrigens).
Jako preparat farmaceutyczny olejek goździkowy ma działanie rozkurczowe, odświeżające, odwaniające, znieczulające, przeciwświądowe, ściągające, odkażające na układ pokarmowy, układ żółciowy, układ oddechowy i drogi moczowe, przeciwkaszlowe, pobudzające wydzielanie soków trawiennych. W przypadkach stosowania na skórę i błony śluzowe rozgrzewa i łagodzi ból. Działa przeciwbakteryjnie, przeciwwirusowo, przeciwgrzybiczo. Niszczy roztocza i pierwotniaki oraz odstrasza pasożyty.
W aromaterapii olejek goździkowy jest stosowany głównie przeciwinfekcyjne, jako środek rozgrzewający, dodający energii, wzmacniający i pobudzający układ pokarmowy. Dawniej wytwarzano z niego w aptekach i drogeriach środki dezynfekcyjne (np. ocet brytyjski do zwalczania dżumy), mieszanki do aromatyzacji pomieszczeń, płyny do płukania jamy ustnej i środki do pielęgnacji skóry.
Z głównego związku zawartego w olejku goździkowym – eugenolu – oraz tlenku cynku produkuje się tymczasowe wypełnienia do zębów.